# Naoko Matsui
Naoko Matsui (松井 菜桜子?, Matsui Naoko; Hakodate, 4 aprile 1961) è una doppiatrice giapponese. Matsui è stata affiliata con la Production Baobab per venti anni prima di iniziare a lavorare come freelance. Lavora inoltre come insegnante di doppiaggio.
Matsui è principalmente nota per i ruoli di Uru Chie in High School! Kimengumi, Katsumi Liqueur in Silent Möbius, Chiyoko Wato in Mitsume ga Tooru, Run Run in Mahoujin Guru Guru, Roux Louka in Mobile Suit Gundam ZZ e Sonoko Suzuki in Detective Conan.
Oltre all'attività di doppiatrice, Naoko Matsui porta avanti anche la professione di attrice teatrale.

## Ruoli interpretati
- Air Gear - Noyamano Rika
- Baten Kaitos: Le Ali Eterne e L'oceano Perduto - Corellia
- Ranma ½ - Azusa Shiratori, Yotaro
- Peter Pan - Wendy Darling, Jane Darling
- Compiler - Compiler
- Detective Conan - Sonoko Suzuki
- Death Note - Naomi Misora
- Yoko cacciatrice di demoni - Reiko
- Doraemon (2005~) - Sumire Hoshino
- Dream Hunter Rem - Rem Ayanokōji
- Gall Force Eternal Story - Rabby
- Goldsfish Warning! - Yurika Sugadaira
- Gregory Horror Show - Lost Doll
- HappinessCharge Pretty Cure! - Ribbon
- High School! Kimengumi - Uru Chie
- Itazura Na Kiss - Noriko Irie
- Magical Drop F: Daibōken Mo Rakujyanai! - Wheel of Fortune, Devil
- Mobile Suit Gundam 0083: Stardust Memory - Lucette Audevie
- Mobile Suit Gundam ZZ - Roux Louka
- Mobile Suit Gundam Wing - Dorothy Catalonia
- Naruto - Yoshino Nara
- NG Knight Lamune & 40 - Resuka
- Oh! Family - Tracy Anderson
- One Piece - Mone
- Pretty Cure Splash☆Star - Miss Shitataare
- Silent Möbius - Katsumi Liqueur
- Mobile Battleship Nadesico - Inez Fressange
- Kekkaishi - Princess
- Kimagure Orange Road - Akane
- Kamikaze Kaito Jeanne - Miyako Todaiji
- Kirarin Revolution - Chairman Higashiyama
- Totally Spies (edizione giapponese) - Sam
- The Three-Eyed One - Chiyoko Wato
- Yu-Gi-Oh! Duel Monsters GX - Ran Kochō
- Gankutsuou: The Count of Monte Cristo - Victoria de Danglars
- Mahoujin Guru Guru - Run Run
- D.C. ~Da Capo~ - Koyomi Shirakawa
- Jang Geum's Dream - Dr. Mrs. Hae Ya
- Zatch Bell! - Patie
- Gift ~eternal rainbow~ - Nene Himekura
- Mila e Shiro - Nami Hayase
- Windaria - Princess Ahnas
- Idol densetsu Eriko - Rei Asagiri